# Ostružiník pichlavý
Ostružiník pichlavý (Rubus koehleri) je druh rostliny z čeledi růžovité. Jedná se o jeden z mnoha druhů taxonomicky složitého podrodu Rubus. Pro daný taxon jsou charakteristické zejména nápadně hustě ostnité prýty a poměrně malé, pětičetné listy. Je rozšířen ve střední Evropě, Českou republikou probíhá jihovýchodní hranice jeho rozšíření.

## Popis
Ostružiník pichlavý má středně až nízce obloukovité, tupě hranaté až téměř oblé, poměrně silné, málo chlupaté prýty s velmi hustými ostny, osténky a žlázkami všech velikostí. Ostny jsou štíhlé, rovné, odstálé nebo skloněné, na bázi rozšířené. Větší ostny jsou asi 3,5 až 7 mm dlouhé, rozšířenými bázemi se často dotýkající nebo i spojující. Listy vegetativních prýtů jsou poměrně malé (o délce 12 až 18 cm), znoženě nebo dlanitě pětičetné, s hrubě pilovitým okrajem, na líci tmavě zelené a řídce chlupaté, na rubu světle zelené, bez hvězdovitých chlupů, zejména na žilnatině měkce pýřité. Koncový lístek bývá poměrně malý, obvejčitý až okrouhlý, slabě zřasený. Dolní lístky jsou řapíčkaté. Řapík je na líci plochý, s čárkovitými palisty. Dolní listy na květonosných větévkách jsou trojčetné. Květenství je prolistěné.
Kališní lístky jsou šedozeleně až šedě plstnaté, se stopkatými žlázkami a jehlicovitými osténky, za květu i za plodu nazpět ohnuté, koruna je bílá nebo častěji narůžovělá.
Pestíky jsou lysé nebo řídce chlupaté, kratší než tyčinky. Kvete v červenci až srpnu.
Plody jsou černé.

## Rozšíření
Ostružiník pichlavý je rozšířen ve střední Evropě. Hlavní část areálu se nachází v Německu, odkud zasahuje do Polska a do Čech.
Hranice častějšího rozšíření v České republice vede přibližně po linii Česká Třebová – Horažďovice. V jižních a jihovýchodních Čechách je vzácný, z Moravy jsou s výjimkou Jesenicka jen sporadické údaje.
Druh roste na světlejších stanovištích ve smíšených i jehličnatých lesích, jako jsou lesní okraje a paseky, podél lesních cest. Vyhledává mírně kyselé, dočasně vysýchavé půdy na nevápnitých podkladech. Nejčastěji se vyskytuje v nadmořských výškách od 200 do 500 metrů.

## Taxonomie
Rubus koehleri je řazen do podrodu Rubus, sekce Rubus, podsekce Hiemales a série Hystrix.